# Denis Liamine
Pour les articles homonymes, voir Liamine (homonymie).
Denis Igorevitch Liamine (en russe : Денис Игоревич Лямин), né le 19 mai 1979 à Sloutsk, RSS de Biélorussie, est un officier russe, major général, commandant du 22e corps d'armée de la flotte de la mer Noire.

## Biographie
En 2001, Liamine est diplômé de l'école de commandement supérieur de blindés de Tcheliabinsk. De 2001 à 2005, il sert comme commandant de peloton, commandant de compagnie, commandant adjoint de bataillon puis commandant de bataillon.
De 2005 à 2007, il étude à l'académie interarmes des forces armées de la fédération de Russie.
De septembre 2009 à novembre 2011, il est chef d'état-major, commandant adjoint de la 28e brigade séparée de fusiliers motorisés de la 2e armée combinée de la Garde du district militaire Volga-Oural. De novembre 2011 à avril 2013, Liamine est chef d'état-major, commandant adjoint de la 6e brigade de chars séparée de la 20e armée combinée de la Garde du district militaire de l'Ouest. D'avril 2013 à mai 2015, il est chef d'état-major et commandant adjoint de la 2e division de fusiliers motorisés de la Garde Taman de la 20e armée combinée de la Garde (depuis décembre 2014, 1re armée de chars de la Garde) du district militaire de l'Ouest.
De mai 2015 à décembre 2016, il commande la 201e base militaire au Tadjikistan. De décembre 2016 à août 2017, Denis Liamine est le commandant de la 90e division de chars de la Garde du district militaire central. En septembre 2017, il poursuit ses études à l'académie militaire de l'état-major général des forces armées de la Fédération de Russie. Par décret no 83 du président de la fédération de Russie du 21 février 2017, le colonel Liamine est promu major général.
D'août 2019 à novembre 2020, il sert en tant que chef d'Etat-Major et premier commandant adjoint de la 58e armée combinée de la Région Militaire Sud.
De novembre 2020 à juin 2021, il est commandant par intérim du 22e corps d'armée de la flotte de la mer Noire,. À partir de juin 2021, Liamine commande le 22e corps d'armée de la flotte de la mer Noire. Depuis le 11 juillet 2023  il commande la 58e armée combinée en remplacement de Ivan Popov.
Depuis février 2022, il est l'un des commandants de l'invasion de l'Ukraine depuis la Crimée ; déclaré criminel de guerre.